# Belloy-en-France
Belloy-en-France är en kommun i departementet Val-d'Oise i regionen Île-de-France i norra Frankrike. Kommunen ligger i kantonen Viarmes som tillhör arrondissementet Sarcelles. År 2022 hade Belloy-en-France 2 239 invånare.

## Befolkningsutveckling
Antalet invånare i kommunen Belloy-en-France
| Referens: INSEE |